# حسن المعتز
حسن المعتز  (1981 المغرب) هو لاعب كرة قدم مغربي.

## روابط خارجية
- حسن المعتز على موقع قاعدة بيانات كرة القدم.إي يو (الإنجليزية)